# Grobowiec w Skoczce
Grobowiec w Skoczce – grobowiec kultury ceramiki sznurowej zlokalizowany w Skoczce na Pałukach (obecnie w obrębie wsi Smogulec w gminie Gołańcz).
Grobowiec został odkryty i opisany w 1930 przez prof. Józefa Kostrzewskiego w artykule Neolityczny grób skrzynkowy ze Skoczki. Jest to obiekt ułożony z 15 głazów w formie prostokątnej skrzyni o długości niecałych sześciu metrów i szerokości około metra. Grób zawierał kości dziewięciu osób, w tym dwu młodocianych. Obok kości zmarłych zawierał dary grobowe - pięć naczyń, dwie siekierki krzemienne, cztery wióry krzemienne, grocik strzały (niewykończony, o kształcie trapezu), dłuto kościane, wisior kamienny, sześć guzów bursztynowych, cztery paciorki oraz resztki mięsa wieprzowego. Dwie z pogrzebanych w grobowcu osób częściowo spalono (możliwe całopalenie) lub zginęły one w pożarze. Prawdopodobnie był to grobowiec rodowy, w którym chowano kolejnych członków rodu, co wskazuje na to, że gromada tych osób bytowała tu przez długi czas. Naczynie szerokootworowe pochodzące z mogiły, z czterema uszkami na górnej części brzuśca, ujawnia analogię z podobnym naczyniem wykopanym w Głubczycach.